# Ієрархія ангелів
Ієрархія ангелів — рангова система духовних істот в ангелології різних релігій.[джерело?]
Духи[уточнити] вищого рангу мають більшу силу й авторитет, ніж нижчі, також різні ранги мають відмінності у зовнішньому вигляді, наприклад різну кількість крил або обличчя.[джерело?]

### Авраамічні релігії

#### Юдаїзм
Єврейська ієрархія духів встановлена в єврейській Біблії, Талмуді, рабинській літературі та традиційній єврейській літургії. Духовні істоти поділяються на різні ієрархії, запропоновані різними богословами. Наприклад, Маймонід у своїй Мішне Торі або Яд га-Хазака: Єсодей ха-Тора нараховує десять рангів духів.
| Ранг | Назва         | Примітки                                             |
| ---- | ------------- | ---------------------------------------------------- |
| 1    | Хайот гаКодеш | Див. Єзекіїль 1 і Єзекіїль 10                        |
| 2    | Офанім        | Див. Єзекіїль 1 і Єзекіїль 10                        |
| 3    | Ерелім        | Див. Ісая 33:7                                       |
| 4    | Хашмалім      | Див. Єзекіїль 1:4                                    |
| 5    | Серафим       | Див. Ісая 6                                          |
| 6    | Малакім       | Посланці, ангели                                     |
| 7    | Елогім        | «Божественні істоти»                                 |
| 8    | Бене Елогім   | «Сини Божі»                                          |
| 9    | Херувими      | Див. Талмуд, Трактат Хагіга з Мішни 13б              |
| 10   | Ішим          | «Людиноподібні істоти», див. Буття 18:2 Даниїла 10:5 |

#### Християнство
Найвпливовішою католицькою ангельською ієрархією була та, яку висунув Псевдо-Діонісій Ареопагіт у 5 або 6 столітті в його книзі De Coelesti Hierarchia (Про небесну ієрархію). Діонісій описав дев'ять рівнів духовних істот, які він згрупував у три категорії:
- Вища категорія
Серафим (івр שְׂרָפִים, дав.-гр. σεραφίμ). Книга пророка Ісаї 6.
Херувими (івр כְּרֻבִים). Лист до євреїв 9:5.
Престоли (грец. θρόνος — «трон», лат. thronus). Лист до колосян 1:6 та Єзекіїль 1:18.
- Середня категорія
Панування або Господства (дав.-гр. κυριότητες, лат. dominationes, завжди множина). Лист до колосян 1:16 та лист до ефесян 1:21.
Сили (дав.-гр. δυνάμεις). Лист до римлян 8:38 та лист до ефесян 1:21.
Влади (дав.-гр. εξουσίες, завжди множина). Лист до колосян 1:16 та лист до ефесян 1:21.
- Нижча категорія
Начала (лат. Principatus, pl. Principatūs). Лист до колосян 1:16 та лист до ефесян 1:21.
Архангели (дав.-гр. ἀρχι — «старший», дав.-гр. ἄγγελο — «вісник»). Об'явлення Івана 12:7 та інші.
Ангели (дав.-гр. ἄγγελο — «вісник»). Об'явлення Івана 1:1 та інші.

Впродовж Середньовіччя були запропоновані різні схеми, деякі спиралися на Псевдо-Діонісія та розширювали його, інші пропонували зовсім інші класифікації.
Псевдо-Діонісій (Про небесну ієрархію) і святий Фома Аквінський (Summa Theologiae) спиралися на уривки з Нового Заповіту, зокрема лист апостола Павла до ефесян 1:21 і лист апостола Павла до колосян 1:16, щоб розробити схему трьох ієрархій, сфер або тріад ангелів, причому кожна ієрархія містить три чини або хори. Святий Бонавентура узагальнив їхні дев'ять посад наступним чином: анонсування, декларування та ведення; регулювання, забезпечення виконання та командування; отримання, виявлення та помазання. Фома погодився з коментарем святого Єроніма до Євангелії від Матвія 18:10 про те, що кожна жива людина має ангела-охоронця. З чинів ангелів він стверджував, що лише перші п'ять послані Богом, щоб проявити себе в матеріальному світі, тоді як чотири найвищі залишаються на небесах у Його присутності.

#### Іслам
В ісламі немає стандартної ієрархії духів, яка б відповідала християнському розподілу на різні «хори» або сфери, і ця тема прямо не розглядається в Корані. Однак ясно, що між ангелами існує встановлений порядок або ієрархія, визначена призначеними роботами та різними завданнями, які ангелам наказав Бог. Деякі вчені припускають, що ісламські ангели можуть бути згруповані в чотирнадцять категорій, причому деякі з вищих ступенів вважаються архангелами. Казвіні описує ангельську ієрархію в своєму «Аджаіб аль-махлукат» з Рухом на голові всіх ангелів, оточеним чотирма архангельськими херувимами. Під ними сім ангелів семи небес.
Фахр ад-Дін ар-Разі (пом. 1209) розділив ангелів на вісім груп, що демонструє деяку схожість з християнською ангелологією:
- Хамалат аль-'Арш, ті, хто несе 'Арш (Престол Бога),[8] порівнянний з християнськими серафимами.
- Мукаррабун (херувими), які оточують престол Бога, постійно прославляючи Бога (tasbīḥ)
- Архангели, такі як Джібраїл, Михаїл, Ісрафїл і Азраїл
- Ангели Неба, такі як Рідван.
- Ангели пекла, Малік і Забанія
- Ангели-охоронці, які призначаються окремим особам для їх захисту
- Ангели, які записують дії людей
- Ангели, яким довірені справи світу, як ангел грому.

### Зороастрійський погляд
Існує неофіційна зороастрійська ангельська ієрархія, де особливі ангельські істоти, які називаються yazatas, займають ключові позиції в назві днів у зороастрійському календарі, розділені на ameshaspentas (другий-сьомий з 30 днів місяця), yazatas та minoos (останні шість із 30 днів місяця).[джерело?]

### Ролі в іграх
Іноді в іграх ангели представлені як такі, що мають упорядковану ієрархію, у межах якої ангели вищого рівня мають більше влади та здатності творити більше заклинань або використовувати інші магічні здібності. Наприклад, Ангели в Dungeons & Dragons, підгрупа істот під назвою Celestials, бувають трьох різних типів: поступово більш потужні Astral Deva, Planetar і Solar. Ще одна гра, у якій є ангели, яких можна викликати, — це Shin Megami Tensei, яку часто класифікують як Божественні (Divine) або вісники (Heralds). У серії ігор Bayonetta Чорні ангели є допоміжними і присутні всі 7 сфер, кожна з яких розділена таким же чином, як і традиційна ієрархія.